# Кривоножкин, Максим Александрович
Макси́м Алекса́ндрович Кривоно́жкин (род. 18 февраля 1984, Саратов) — российский хоккеист, крайний нападающий; тренер.

## Биография
Начал свою карьеру в 2002 году в составе челябинского клуба Высшей лиги «Трактор», выступая до этого за фарм-клуб тольяттинской «Лады». В своём дебютном сезоне провёл на площадке 30 матчей, в которых набрал 12 (7+5) очков. Перед стартом нового сезона Кривоножкин вернулся в «Ладу», где в 9 проведённых матчах сумел отметиться 2 (0+2) набранными очками, завоевав вместе с клубом бронзовые награды чемпионата страны.
Тем не менее, в основном составе клуба закрепиться не удалось, поэтому большую часть сезона 2004/05 он провёл в аренде в самарском ЦСК ВВС. Летом 2005 года Кривоножкин вновь стал игроком «Трактора», в составе которого в сезоне 2005/06 записал на свой счёт 18 (7+11) очков в 39 проведённых матчах, внеся свой вклад в выход команды в Суперлигу. Однако уже в следующем сезоне результативность резко упала — в 25 играх он сумел набрать лишь 1 (1+0) очко, после чего ему пришлось покинуть Челябинск.
Следующим клубом в карьере Кривоножкина вновь стала «Лада», в составе которой он выступал на протяжении полутора сезонов, набрав за это время 13 (6+7) очков в 67 матчах. 13 октября 2008 года руководство клуба приняло решение расторгнуть контракт с игроком. После этого Кривоножкин был забран с драфта отказов хабаровским «Амуром», став, таким образом, первым игроком в истории Континентальной хоккейной лиги, перешедшим в другой клуб через данную процедуру. В составе хабаровчан за оставшуюся часть сезона Кривоножкин отметился 14 (8+6) результативными баллами в 41 матче, после чего руководство клуба приняло решение продлить соглашение ещё на один год.
В сезоне 2009/10 набрал 16 (5+11) очков в 52 матчах, однако 5 мая 2010 года клуб объявил о своём решении не продлевать контракт. Спустя месяц Кривоножкин подписал контракт с новосибирской «Сибирью», в составе которой в новом сезоне набрал 14 (4+10) в 58 играх. В самом начале сезона 2011/12 получил тяжёлый вывих плечевого сустава, выбыв из строя на 3 месяца. В итоге Кривоножкин смог провести на площадке лишь 23 матча, в которых набрал 7 (6+1) очков, тем не менее, по окончании сезона руководство клуба приняло решение продлить соглашение ещё на два года.
Старший брат Алексей и сын Матвей также хоккеисты.

## Достижения
- Бронзовый призёр чемпионата России 2004.

## Статистика
| Легенда | Легенда                    | Легенда | Легенда                   | Легенда | Легенда    |
| ------- | -------------------------- | ------- | ------------------------- | ------- | ---------- |
| И       | Количество проведённых игр | Штр     | Штрафное время            | +/−     | Плюс-минус |
| Г       | Голы                       | П       | Голевые передачи          | О       | Очки       |
| -       | Статистика неизвестна      | —       | Статистика не учитывалась |         |            |